# Bukovje Netretićko
Bukovje Netretićko is een plaats in de gemeente Netretić in de Kroatische provincie Karlovac. De plaats telt 48 inwoners (2001).